# Tôi Gọi Đó Là Âm Nhạc

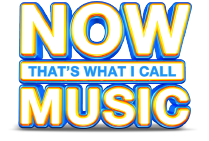
Dòng chữ NOW Thats What I Call Music đi kèm với số thứ tự của album thường thấy trên bìa đĩa của hãng

Now That's What I Call Music! (Tôi Gọi Đó Là Âm Nhạc! hay gọi còn gọi tắt là Now!) là một series album tổng hợp âm nhạc được phát hành tại Anh và Ireland bởi công ty Sony Music và Universal Music (Universal/Sony Music) bắt đầu từ năm 1983. Các phiên bản dành riêng cho từng quốc gia khác xuất hiện từ năm 1984, bắt đầu từ Nam Phi, mở rộng sang các nước châu Á từ năm 1995, đến Mỹ từ năm 1998.
Đây là series album tổng hợp các bản nhạc ăn khách theo từng giai đoạn thời gian nhất định (Ví dụ: ở thập niên 1980s, mỗi năm chỉ có một album phát hành; đến thời điểm hiện tại ở thập niên 2020s, mỗi năm sẽ có ba album được phát hành). Mỗi album được phần thành hai CD với số lượng bài hát khoảng từ 18 đến 22 bài mỗi CD.
Ý tưởng của series được hình thành tại văn phòng của hãng ghi âm Virgin tại London, dựa trên tấm poster quảng cáo thịt xông khói của hãng Danish Bacon vào những năm thập niên 1920s mô tả hình ảnh một chú lợn đạng thốt lên: "Tôi gọi đó là âm nhạc" khi đang lắng nghe một chú gà hát. Richard Branson, ông chủ của hãng Virgin, đã mua tấm poster cho cháu của mình, Simon Draper, để treo sau bàn làm việc của Draper tại văn phòng của hãng đĩa. Chú lợn sau đó trở thành linh vật của series, xuất hiện lần cuối cùng trên bìa album "Tôi Gọi Đó Là Âm Nhạc 5" (1985). Sau này, chú lợn này tái xuất hiện trên bìa các album phát hành vào năm 2018, 2021 và 2022.